# تشارلز ديكنسون (مؤلف)
تشارلز ديكنسون (بالإنجليزية: Charles Dickinson)‏ (1951، شيكاغو في الولايات المتحدة)؛ روائي أمريكي.